# Постол
Постол или Апостол (грч. Πέλλα, Пела) је град у општини Пела у периферији Средишња Македонија, Грчка. Према попису из 2021. године било је 2.050 становника. Поред града се налази древни град Пела, престоница античке Македоније и родно место Александра Великог.
Према бугарском географу и историчару, Василу Канчову, у Постолу је 1900. године живело 520 Словена хришћана. Године 1924. принудно је исељено 99 мештана у Бугарску а на њихово место су насељене грчке избегличке породице из Турске, укупно 675 особа. На попису из 1991. године Постол је имало 2.374 становника, од чега су половина Словени а друга половина Грци.

## Познате личности
- Крсте Петков Мисирков, македонски и бугарски филолог и публициста